# Futbol
Futbol – nazwa stosowana do grupy sportów mających wspólne pochodzenie, polegających na zdobyciu większej ilości punktów (bramek) za pomocą okrągłej lub owalnej piłki. Jedynie piłka nożna i rugby rozpowszechniły się na całym świecie, pozostałe odmiany mają znaczenie lokalne, głównie w byłych koloniach brytyjskich. W Polsce słowo futbol najczęściej odnosi się do piłki nożnej.

## Dyscypliny

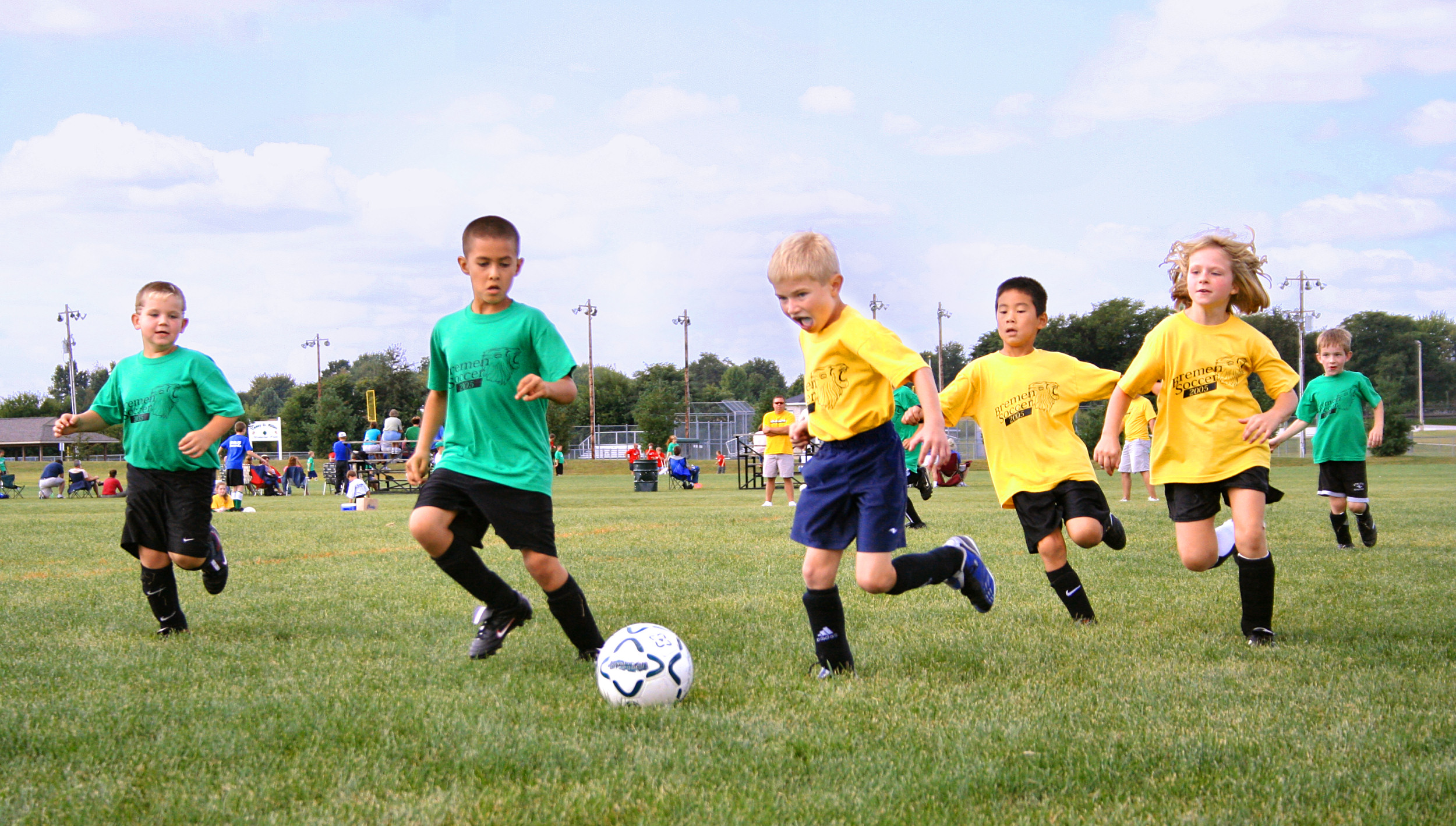
Dzieci grające w piłkę nożną

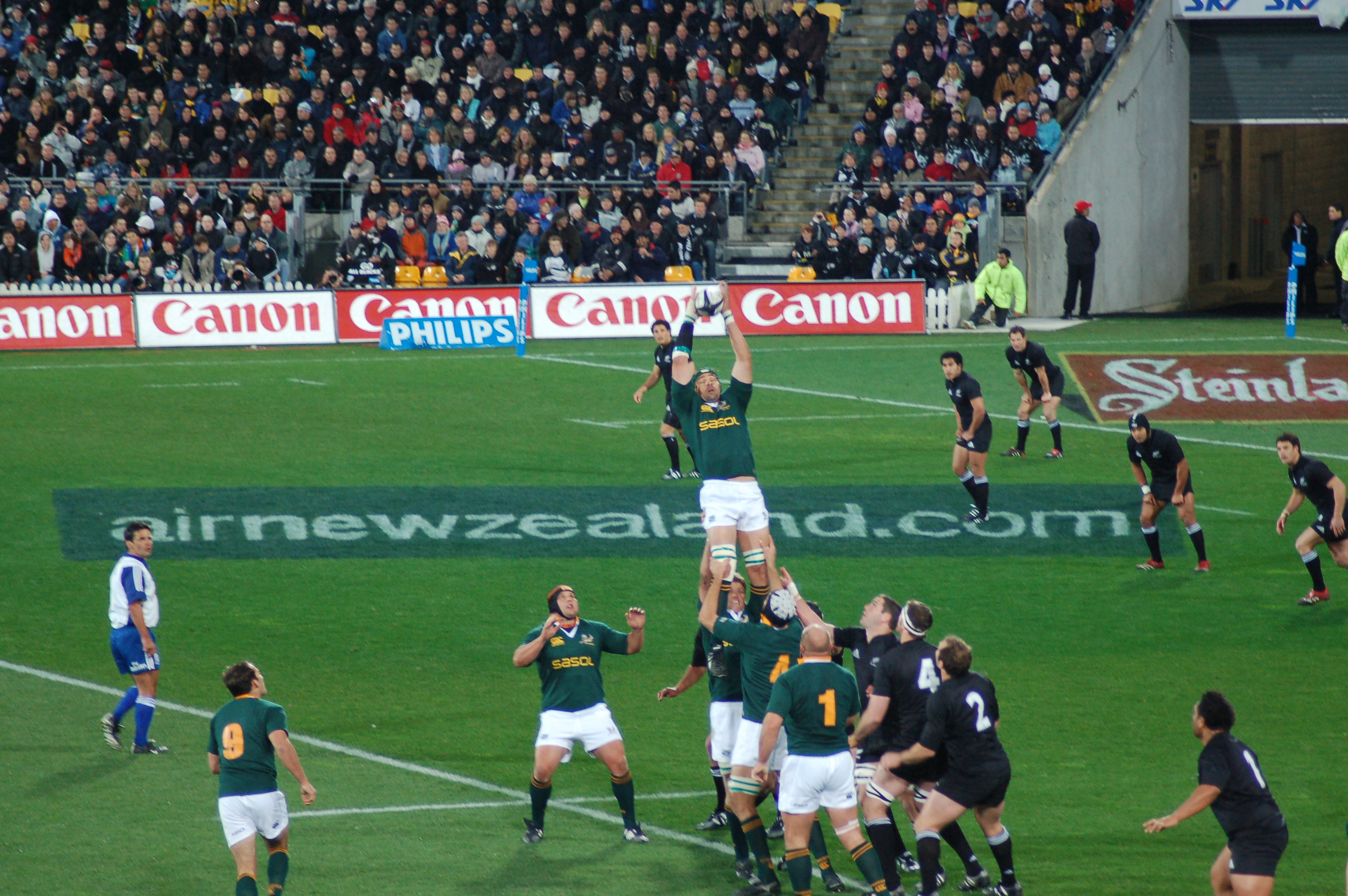
Wznowienie z autu w rugby union

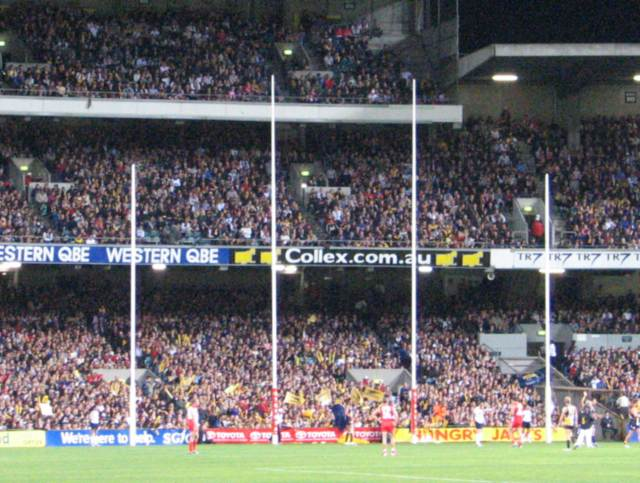
Charakterystyczna bramka w futbolu australijskim

piłka nożna (ang. association football, soccer) – najpopularniejsza drużynowa dyscyplina sportu na świecie. Jej celem jest zdobycie okrągłą piłką większej liczby bramek od drużyny przeciwnej za pomocą stóp, względnie innych części ciała oprócz rąk (co nie dotyczy bramkarza).
rugby (Rugby football) – najstarsza skodyfikowana dyscyplina futbolowa polegająca na zdobyciu większej liczby punktów owalną piłką. Punkty otrzymuje się za położenie piłki na polu punktowym przeciwnika (tzw. przyłożenie), bądź kopnięciu między słupy bramki. Piłką można grać zarówno ręką jak i nogą. Trzema najpopularniejszymi odmianami rugby są:
- rugby union (piętnastoosobowe)
- siedmioosobowe rugby union (olimpijskie)
- rugby league (trzynastoosobowe)

futbol australijski – australijska odmiana futbolu polegająca na zdobyciu większej ilości punktów owalną piłką. Punkty zdobywa się za kopnięcie piłki między słupy bramki, z czego bramka dzieli się na trzy pionowe strefy o różnej wartości punktów. Piłką można grać zarówno ręką jak i nogą. W odróżnieniu od pozostałych kodów futbolowych, boisko jest owalne.
futbol gaelicki – irlandzka odmiana futbolu polegająca na zdobyciu większej ilości punktów okrągłą piłką. Punkty uzyskuje się za kopnięcie piłki między słupy bramki, z czego bramka dzieli się na dwie poziome strefy o różnej wartości punktów. Piłką można grać zarówno ręką jak i nogą. Ze względu na liczne podobieństwa do futbolu australijskiego często rozgrywa się mecze międzypaństwowe według reguł mieszanych.
futbol rusztowy (ang. gridiron football) – północnoamerykańskie odmiany futbolu polegające na zdobyciu większej liczby punktów owalną piłką. Punkty zdobywa się za pomocą wbiegnięcia na pole punktowe przeciwnika (tzw. touchdown), kopnięcia między słupy bramki, lub powalenie przeciwnika w jego strefie punktowej (tzw. safety). Futbol rusztowy charakteryzuje się większą brutalnością, co wymusza używanie przez zawodników twardych ochraniaczy, oraz licznymi przerwami w grze (w odróżnieniu do ciągłości prowadzenia gry we wszystkich pozostałych dyscyplinach). Wyróżnia się:
- futbol amerykański
- futbol kanadyjski

Ponadto lokalnie wciąż odbywają się zawody futbolu ludowego, przede wszystkim w Wielkiej Brytanii (np. Royal Shrovetide Football), we Włoszech (calcio fiorentino), we Francji (soule), i w Gruzji (lelo burti).

## Nazwa

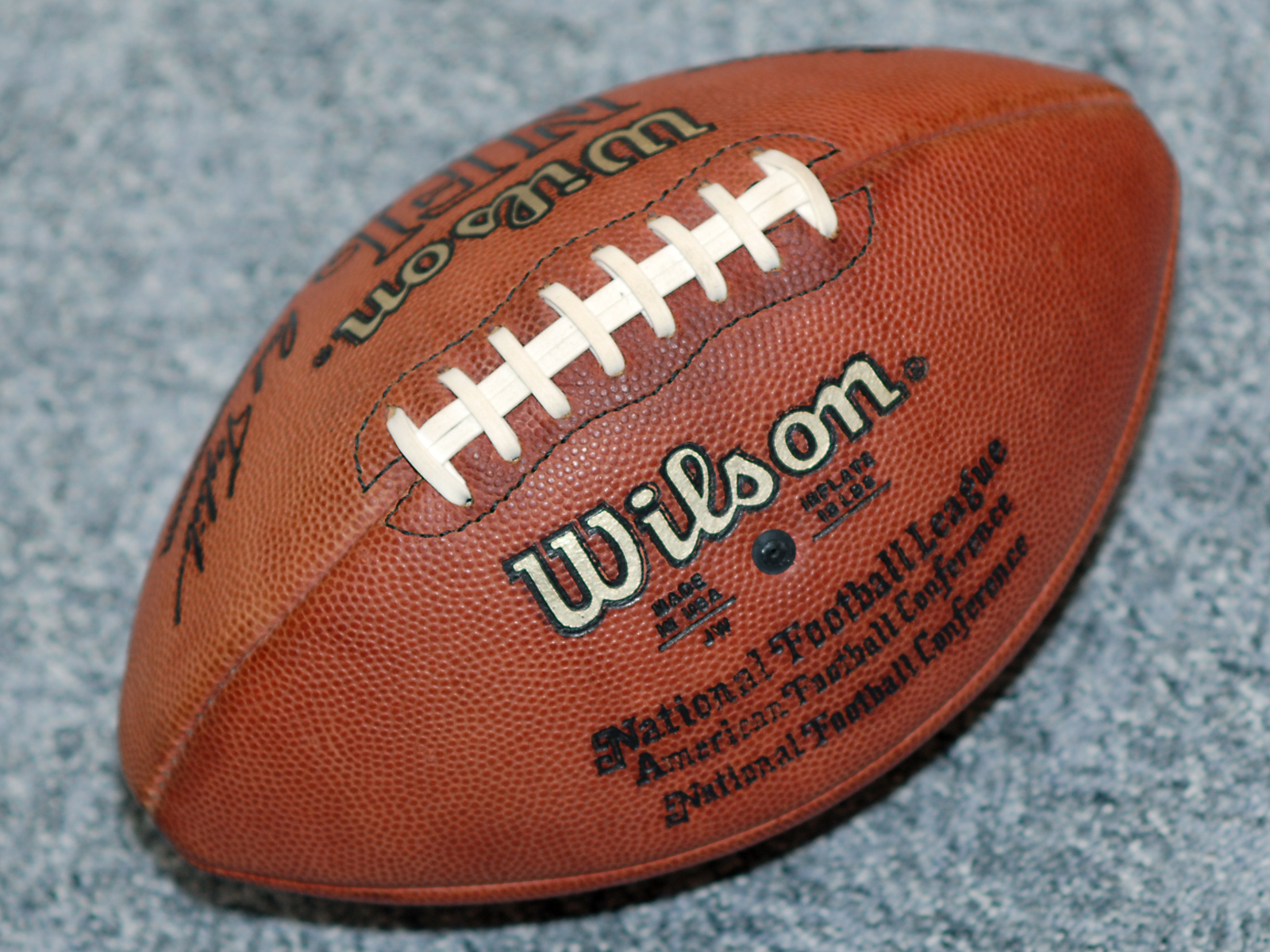
Piłka do futbolu amerykańskiego (ang. football) jest skórzaną elipsoidą z charakterystycznym szwem wzdłuż boku

Pochodzenie angielskiego wyrazu „football” nie jest do końca jasne. Istnieją trzy podstawowe teorie dotyczące etymologii wyrazu:
- oznaczał on w średniowieczu gry w których dopuszczano kopanie piłki[1];
- oznaczał on gry w których przemieszczano się za pomocą nóg, w przeciwieństwie do gier granych na koniach (jak dzisiejsze polo), lub używających kijów (jak krykiet, czy hokej);
- oznaczał piłkę, której rozmiar wynosił około jednej stopy[2].

Słowo „futbol” w większości języków jest kojarzone z piłką nożną, jednak w wielu krajach anglojęzycznych oznacza zazwyczaj dominujący kod futbolowy. Określenie „soccer”, wbrew powszechnemu mniemaniu wywodzi się z brytyjskiego angielskiego i jest slangowym skrótem pełnej nazwy piłki nożnej: „association football”.

## Pochodzenie

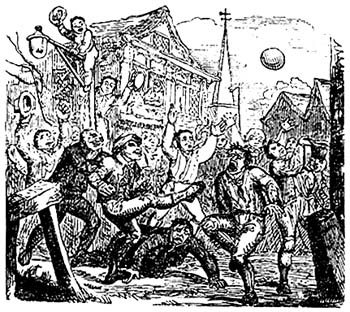
Futbol ludowy, rycina z 1721 r.

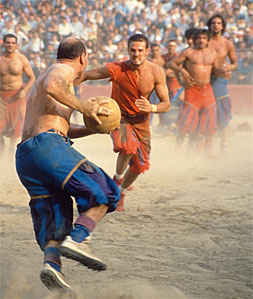
Calcio fiorentino

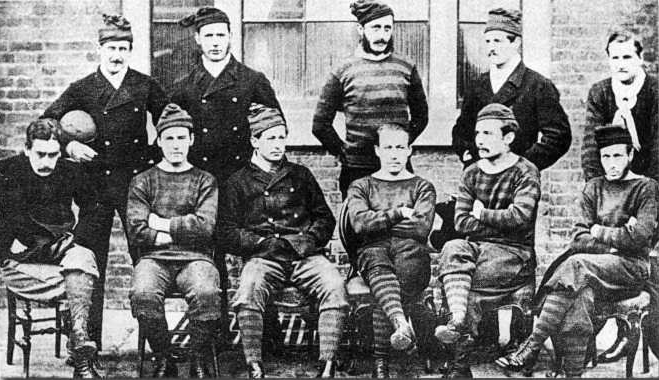
Drużyna Royal Engineers, która zagrała w finale FA Cup w 1872, pierwszej edycji tych rozgrywek

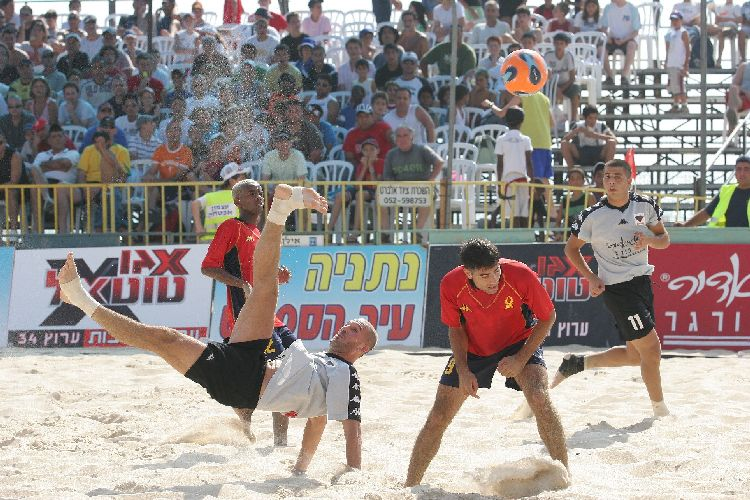
Piłka nożna plażowa

Do połowy XIX wieku historia wszystkich kodów futbolowych jest wspólna. Początków należy doszukiwać się w grach popularnych w starożytności w basenie Morza Śródziemnego, choć warto wspomnieć, że sporty z użyciem piłki istniały w różnych cywilizacjach i kulturach na całej Ziemi. W Chinach grano w grę cuju już około 2300 lat temu. Jej reguły spisano między 206 a 220 r. n.e. Gra dotarła później do Korei (znana jako chuk-guk) i Japonii (pod nazwą kemari). Podobne gry mieli Eskimosi (Aqsaqtuk), Indianie (Pahsaheman), Aborygeni, czy Maorysi (Ki-o-rahi). Gumowej piłki używano w prekolumbijskiej Mezoameryce, choć lokalny sport przypominał raczej koszykówkę albo siatkówkę. Gry z piłką znali też Celtowie i wikingowie, choć trudno dziś określić, czy było to zapożyczenie od Rzymian, czy własna inwencja.
Starożytni Grecy i Rzymianie posiadali liczne gry z piłką. Spośród nich ważne dla rozwoju futbolu było rzymskie harpastum, wywodzące się od greckiej gry episkyros, uprawiane przez legionistów w ramach ćwiczeń i rozpowszechnione przez nich na terenie Imperium. Gra polegała na umieszczaniu piłki za linią końcową boiska, którą można było przemieszczać zarówno ręką, jak i nogą. Harpastum dało początek średniowiecznym grom, takim jak calcio fiorentino we Włoszech, soule we Francji, czy futbol ludowy na Wyspach Brytyjskich. Rzymskie piłki, zwane follis, były pompowane powietrzem.
Nie wiadomo, czy popularne w późnym średniowieczu na Wyspach Brytyjskich gry piłkarskie dotarły z Celtami, Rzymianami, Duńczykami, czy Normanami, można jednak prześledzić ich niesłabnącą popularność od najstarszej notatki sporządzonej między 1174 a 1183 r. W średniowieczu w wielu miastach grano w różne odmiany futbolu ludowego (ang. mob football), jak Royal Shrovetide Football. Grano na ulicach miejskich, a celem było przemieszczenie piłki do wyznaczonego miejsca (najczęściej była to brama miejska). Sport ten nie miał spisanych reguł: cechował się dużą brutalnością, drużyny liczyły nawet po kilkuset zawodników, którzy w czasie gry dewastowali miasto. Z tych powodów sport ten był wielokrotnie zakazywany edyktami królewskimi, kościelnymi i miejskimi. Mimo to futbol ludowy nie tracił na popularności i rozprzestrzenił się na obszarze kolonii brytyjskich. Piłki wtedy często przenoszono w rękach, kopiąc je tylko sporadycznie, a robiono ze zwierzęcych pęcherzy wypełnianych np. słomą.
W XIX wieku Wielka Brytania była centrum rewolucji przemysłowej, co doprowadziło do znaczących zmian cywilizacyjnych. Piłką zaczęto grać na podmiejskich łąkach, doprowadzono do spisania pierwszych reguł. Prym wiodły szkoły publiczne, które uznały, że gry ruchowe mogą pozytywnie wpłynąć na rozwój i dyscyplinę młodzieży. Powstanie kolei sprawiło, że szkoły mogły dużo łatwiej rywalizować ze sobą. Problemem był jednak brak wspólnych zasad rywalizacji. Reguły – zazwyczaj nieliczne – ustalano tuż przed meczem. Najstarsze spisane zasady gry powstały w 1845 r. w szkole w mieście Rugby w środkowej Anglii, od którego wzięła się nazwa całej dyscypliny sportu. Apokryficzna historia przypisuje powstanie gry Williamowi Webbowi Ellisowi w 1823 r., upamiętnionemu m.in. w nazwie Pucharu Świata w rugby union.
Kluczowe dla rozwoju piłki nożnej okazały się reguły spisane w Cambridge w 1848 r. i w Sheffield w 1857 r. Od tego momentu można mówić o stopniowym oddzielaniu się piłki nożnej od rugby. Wówczas narastał też konflikt między zwolennikami i przeciwnikami grania ręką. Reguły Cambridge, ograniczające możliwość trzymania piłki w ręku i faworyzujące jej kopanie, nie zostały szeroko przyjęte w Anglii, ale stały się podstawą dla pierwszych zasad The Football Association (FA) w 1863 r. Konflikt dotyczący szarżowania i gry rękoma doprowadził do powołania w 1871 r. the Rugby Football Union (RFU). Drogi rugby i piłki nożnej się rozeszły.
Północnoangielski Sheffield Football Club założony w 1857 r. spisał w tym samym roku własne reguły, które miały znacząco wpłynąć na rozwój piłki nożnej. Pierwotna piłka nożna przypominała bardziej rugby. Identyczna zasada spalonego uniemożliwiała grę do przodu, stąd pod bramkę rywala przemieszczano się albo dryblując, albo za pomocą młyna. Po odejściu klubów preferujących reguły rugby FA zaadaptowała liczne zasady z Sheffield, jak rzut wolny, rzut rożny, rzut z autu, czy poprzeczkę. Ostatecznie oba związki połączyły się w 1877 r. Na taktykę znacząco wpłynęli też Szkoci, rozwijając grę podaniami.
W podobnym czasie w różnych regionach Imperium Brytyjskiego i Stanów Zjednoczonych spisano niezależnie lokalne reguły gry, często inspirując się rugby lub wczesną piłką nożną. W ten sposób narodziły się odmiany: amerykańska, australijska, irlandzka, kanadyjska.
Narastający w 2. połowie XIX stulecia konflikt wewnątrz RFU dotyczący profesjonalizmu doprowadził do rozłamu i powstania trzynastoosobowej odmiany rugby (tzw. rugby league), która zdobyła popularność przede wszystkim w robotniczych regionach Anglii i Australii.
W ciągu XX wieku narodziły się liczne odmiany tych dyscyplin futbolowych umożliwiające aktywność sportową osobom niepełnosprawnym (jak rugby na wózkach, goalball), grę na hali (futsal, arena football), grę ze zmniejszoną liczbą zawodników (rugby 7), ograniczając kontakt fizyczny (touch rugby, futbol flagowy), grę na piasku (piłka nożna plażowa, rugby plażowe), czy pod wodą (rugby podwodne), itp.